# 哥科瓦湾

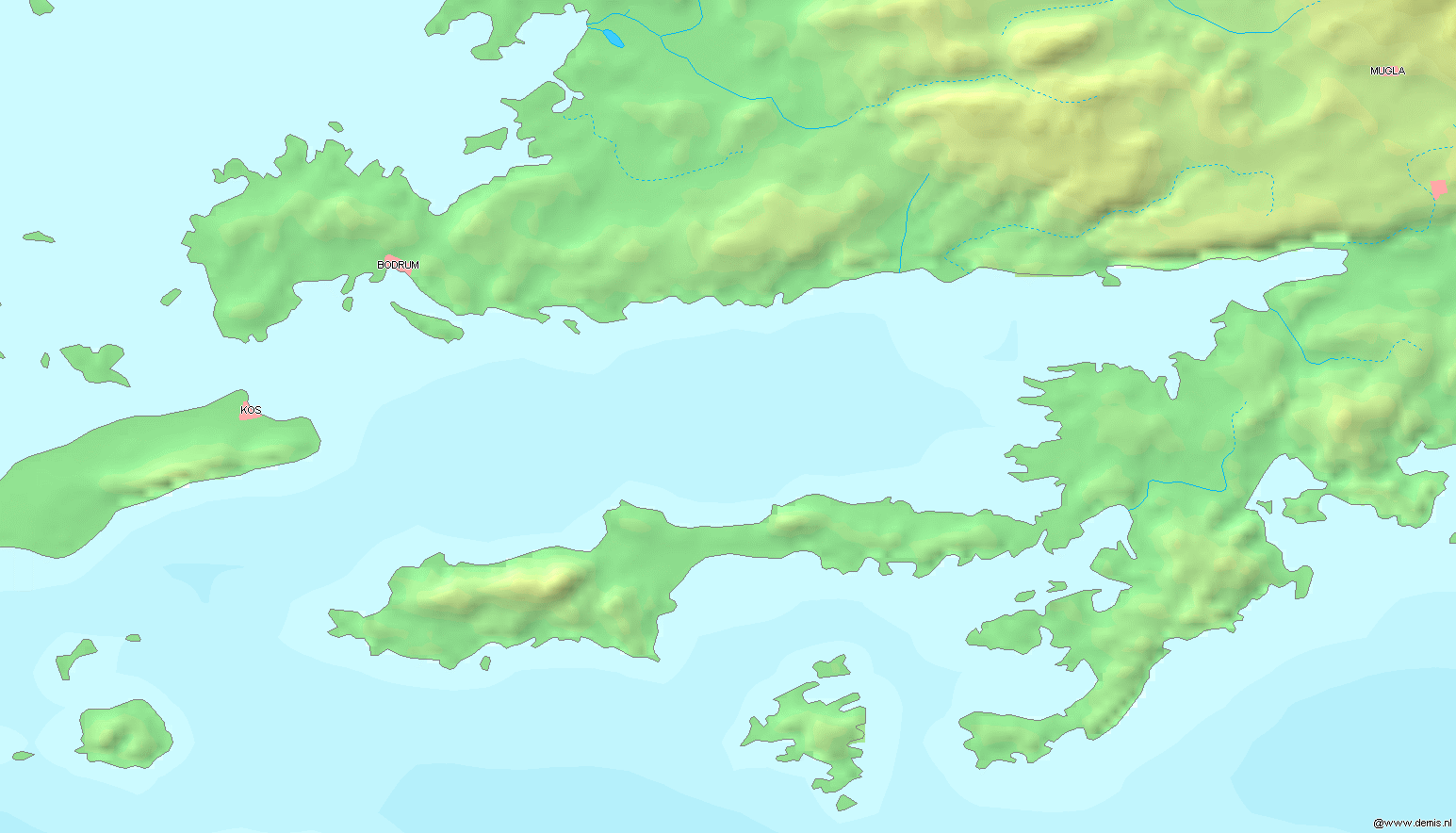
哥科瓦湾

哥科瓦湾（土耳其語：Gökova Körfezi）又名凯尔梅湾（土耳其語：Kerme Körfezi，拉丁语: Ceramicus Sinus）是爱琴海一条长100公里的狭窄海湾，介于土耳其西南部博德鲁姆半岛和达特恰半岛之间。
博德鲁姆位于其西北部，是当今海湾唯一的大城市。在古代，除了哈利卡那索斯（现代的博德鲁姆），位于海湾北岸中间的刻拉摩斯（Ceramus），海湾因其而得名，也是一个重要的城市中心。穿过刻拉摩斯（位于现代城镇 Ören ），距离海湾南岸不远，是另一个值得注意的历史遗址，在古代被称为“Cedrae”。Cedrae 位于Sedir 岛，因其海滩而受到游客的青睐，其中一些遗迹仍然存在。

## 词源

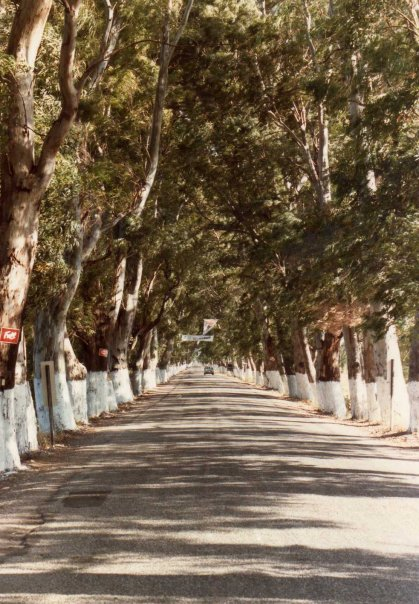